# Mars Oxygen ISRU Experiment
Bản mẫu:Infobox spacecraft instrument
The Mars Oxygen In-Situ Resource Utilization Experiment (viết tắt tiếng Anh: MOXIE) là một là một cuộc trình diễn công nghệ trên xe tự hành NASA Mars 2020 Perseverance để kiểm tra việc sản xuất oxy trên sao Hỏa. Vào ngày 20 tháng 4 năm 2021, MOXIE đã sản xuất oxy từ carbon dioxide trong khí quyển Sao Hỏa bằng cách sử dụng điện phân oxit rắn, lần đầu tiên khai thác tài nguyên thiên nhiên từ hành tinh khác để con người sử dụng. Công nghệ do MOXIE được trình diễn cuối cùng có thể được mở rộng quy mô để sử dụng trong sứ mệnh của con người là cung cấp oxy có thể thở được, chất oxy hóa, thuốc phóng và nước bằng cách kết hợp oxy được tạo ra với hydro.
Thí nghiệm được thiết kế với sự hợp tác của Viện Công nghệ Massachusetts (MIT), MIT Đài quan sát Haystack và NASA / Caltech Phòng thí nghiệm lực đẩy phản lực (JPL), cùng những người khác.

## Mục tiêu
Mục tiêu của MOXIE là có khả năng tạo ra 6-10 g / giờ oxy có độ tinh khiết ít nhất 98% ít nhất mười lần, vào ban ngày và ban đêm trong tất cả các mùa, và trong một cơn bão bụi nếu có thể.